# Дуброва (Ельский район)
Дуброва (бел. Дуброва) — деревня в Старовысоковском сельсовете Ельского района Гомельской области Беларуси.

## География

### Расположение
В 30 км на запад от районного центра и железнодорожной станции Ельск (на линии Калинковичи — Овруч), в 207 км от Гомеля.

## Транспортная сеть
Транспортные связи по просёлочной, затем автомобильной дороге Лельчицы — Мозырь. Планировка состоит из 2 коротких, почти меридиональной ориентации улиц, к которым на юге присоединяются 2 короткие широтные улицы. В 1987 году построены 50 кирпичных домов коттеджного типа, в которых поселили переселенцев из территорий, загрязненных радиацией мест в результате Чернобыльской катастрофы.

## История
Согласно письменным источникам известна с начала XIX века как деревня в Мозырском уезде Минской губернии. В 1876 году хозяин одноименного поместья Ф. И. Кучинский владел 110 десятинами земли.
В 1930 году жители вступили в колхоз. Во время Великой Отечественной войны в июле 1943 года оккупанты сожгли деревню и убили 25 жителей. В боях за деревню погибли 8 советских солдат и 1 партизан (похоронены в братской могиле, на кладбище). На фронтах и в партизанской борьбе погибли 136 жителей, в память о погибших в 0,5 км на юг от деревни в 1967 году насыпан курган. В 1959 году центр колхоза «40 годов Октября». Размещены девятилетняя школа (в 1991 году построено новое кирпичное здание), клуб, библиотека, фельдшерско-акушерский пункт, отделение связи, швейная мастерская, магазин, детский сад.

## Население

### Численность
- 2004 год — 124 хозяйства, 366 жителей.

### Динамика
- 1824 год — 40 дворов.
- 1959 год — 295 жителей (согласно переписи).
- 2004 год — 124 хозяйства, 366 жителей.

## Достопримечательность
- Воинский памятник